# 印度蔊菜
印度蔊菜（学名：Rorippa indica），又稱蔊菜、塘葛菜、葛菜、天菜子，香薺菜，辣米菜，野油菜，幹油菜，石豇豆，雞肉菜，田葛菜、葶藶，是十字花科蔊菜屬的一種植物，为原野杂草。
种名indica意为印度的。

## 形态
蔊菜是一年生草本植物，全株五毛，叶长椭圆形，羽状浅裂，顶裂片宽卵形，侧裂片很小；开黄色小花，四瓣，总状花序；果实为线形长角果，长2-2.5厘米。

## 用途
具有食療功效。中國廣東人常以野生葛菜（野葛菜）煲野葛菜水飲用，或作為湯的材料之一。
在中国传统医学中，蔊菜全草入药，认为有润肺、止咳和消炎作用，用于治疗哮喘、支气管炎等呼吸道疾病, 主要有效成分为蔊菜素和蔊菜酰胺。
印度蔊菜环境适应性强, 具有抗旱、抗病和耐淹等优良性状, 作为栽培油菜的野生近缘物种, 用于改良油菜的农艺性状。